# Мичурина-Самойлова, Вера Аркадьевна
Ве́ра Арка́дьевна Мичу́рина-Само́йлова (1866—1948) — российская и советская театральная актриса, педагог, мемуарист. Народная артистка СССР (1939). Лауреат Сталинской премии l степени (1943). Кавалер ордена Ленина (1946).

## Биография
Родилась 5 (17) мая 1866 года в Санкт-Петербурге.
Из театральной династии Самойловых. Актёрскому искусству училась у своей тёти — актрисы Н. В. Самойловой. Выступала под фамилией отца — Мичурина. Амплуа — «светская дама».
С 1886 года — актриса Александринского театра (в 1920—1991 — Ленинградский государственный академический театр драмы  имени А. С. Пушкина).
С 1918 года — одна из руководителей Школы русской драмы при Александринском театре.
В годы войны во время блокады осталась в Ленинграде, вела активную общественную и творческую деятельность, выступала в концертах, спектаклях «Театра у микрофона». Полученную в 1943 году Сталинскую премию первой степени в размере 100 000 рублей актриса передала в Фонд обороны Ленинграда (Газета «Известия», 27 марта 1943 года)
Автор мемуаров «Полвека на сцене Александринского театра» (1935) и «Шестьдесят лет в искусстве» (1946).
Вера Аркадьевна Мичурина-Самойлова умерла 2 ноября 1948 года в Ленинграде. Похоронена на Тихвинском кладбище Александро-Невской лавры.

### Семья
- Мать — Вера Васильевна Самойлова-Мичурина (1824—1880), актриса
- Тётя — актрисы Надежда Васильевна Самойлова (1818—1899), драматическая и оперная актриса и певица (меццо-сопрано).

## Звания и награды
- Заслуженная артистка Императорских театров (1905)[4]
- Народная артистка РСФСР[5]
- Народная артистка СССР (1939)
- Сталинская премия первой степени (1943) (100 000 рублей переданы на оборону Ленинграда)[6]
- Орден Трудового Красного Знамени (23.11.1936) — в связи с 50-летним юбилеем работы на сцене
- Орден Ленина (1946)
- Медаль «За доблестный труд в Великой Отечественной войне 1941—1945 гг.»
- Медаль «За оборону Ленинграда»
- Почётный член Французской академии (1900)
- Член Литературного фонда (1911)
- Грамота Героя Труда (1923)

## Избранные роли

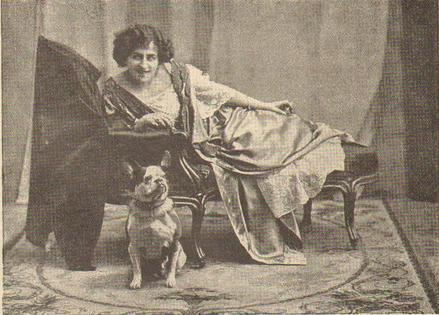

- 1886 — «Псковитянка» Л. А. Мея — Вера (дебют)
- 1893 — «Светит, да не греет» А. Н. Островского — Ренёва
- 1896 — «Эмилия Галотти» Г. Э. Лессинга — Графиня Орсина
- 1897 — «Венецианский купец» У. Шекспира — Порция
- 1900 — «Коварство и любовь» Ф. Шиллера — леди Мильфорд
- 1916 — «Месяц в деревне» И. С. Тургенева — Наталья Петровна
- «Вторая молодость» П. М. Невежина — Телегина
- «Вишнёвый сад» А. П. Чехова — Любовь Андреевна Раневская
- «Горе от ума» А. С. Грибоедова — Софья
- «Фромон младший и Рислер старший» А. Доде, А. Бело — Сидони
- «Старый закал» А. И. Сумбатова-Южина — Вера
- «Провинциалка» И. С. Тургенева — Дарья Ивановна
- 1923 — «Идеальный муж» О. Уайльда — миссис Чивлей
- 1928, 1941 — «Горе от ума» А. С. Грибоедова — Хлёстова
- 1928 — «Плоды просвещения» Л. Н. Толстого — Анна Павловна Звездинцева
- 1929 — «Огненный мост» Б. С. Ромашова — Ксения Михайловна
- 1933 — «Враги» М. Горького — Полина Бардина
- 1934 — «Бойцы» Б. С. Ромашова — Ленчицкая
- 1936 — «Лес» А. Н. Островского — Раиса Павловна Гурмыжская
- «Бесприданница» А. Н. Островского — Лариса Дмитриевна Огудалова
- «Дядюшкин сон» по Ф. М. Достоевскому — Мария Александровна

## Память
- В Санкт-Петербурге, на доме, где в 1917—1948 годах жила актриса (улица Зодчего Росси, 2) установлена мемориальная доска[7].